# Taoufik Makhloufi
Taoufik Makhloufi (arabisk: توفيق مخلوفي; født 29. april 1988) er en algerisk løber, der specialiserer sig i mellemdistanceløb. Han blev olympisk mester i 1500 meter løb ved Sommer-OL 2012. I 2016 vandt Makhloufi sølvmedalje i 800 m og 1500 m ved Sommer-OL i Rio, Brasilien.